# وایزلبورگ
وایزلبورگ (به آلمانی: Wieselburg) یک شهر در اتریش است که در ناحیه شایبس واقع شده‌است. وایزلبورگ ۵٫۴۲ کیلومتر مربع مساحت دارد ۲۶۹ متر بالاتر از سطح دریا واقع شده‌است.